# Karl-Heinz Rödiger
Karl-Heinz Rödiger (* 20. Juni 1945 in Düsseldorf) ist ein deutscher Informatiker.

## Biografie
Nach dem Abitur im Jahr 1965 am Humboldt-Gymnasium Düsseldorf studierte Karl-Heinz Rödiger Elektrotechnik an der Technischen Universität (TU) Berlin. Nach dem Vordiplom in Elektrotechnik beteiligte er sich als studentischer Vertreter am Aufbau des Informatik-Studiengangs und des Fachbereichs Kybernetik an der TU Berlin; im Wintersemester 1972/73 wechselte er in diesen Studiengang. Nach dem Diplom in Informatik arbeitete er von 1975 bis 1980 als wissenschaftlicher Assistent am Institut für Angewandte Informatik im Fachbereich Kybernetik und anschließend als wissenschaftlicher Mitarbeiter in einem Projekt zur Entwicklung von Informatikunterricht in der Sekundarstufe an der FU Berlin. Von 1982 bis 1986 war Karl-Heinz Rödiger als wissenschaftlicher Mitarbeiter im Interdisziplinären Forschungsprojekt Gestaltung von Dialogschnittstellen an der TU Berlin beschäftigt. Er promovierte mit einer Arbeit zur Arbeitsorientierten Gestaltung von Dialogsystemen. Von 1986 bis 1990 bearbeitete er zahlreiche Forschungs- und Entwicklungsvorhaben im Rahmen der Forschungsprogramme zur Humanisierung des Arbeitslebens (HdA, AuT) in einem eigenen Forschungs- und Beratungsinstitut in Berlin.
1990 übernahm Karl-Heinz Rödiger eine Hochschuldozentur im Fachbereich Mathematik und Informatik an der Universität Bremen. Gemeinsam mit Jürgen Friedrich, Herbert Kubicek und Wilhelm Steinmüller arbeitete er an einem einheitlichen Lehr- und Forschungskonzept für das Fachgebiet Informatik und Gesellschaft in einer Studienrichtung Angewandte Informatik: In dieses Fach sollten neben den technischen auch sozialwissenschaftliche, ökonomische, juristische, kulturelle, politische und ethische Fragestellungen einfließen. Ergebnisse der gemeinsamen Arbeit sind unter anderem in Informationstechnologie und Gesellschaft von Wilhelm Steinmüller nachzulesen. 2001 wurde Karl-Heinz Rödiger zum Professor ernannt.
Von 1990 bis 2013 vertrat Karl-Heinz Rödiger die Angewandte Informatik in der Lehre mit regelmäßigen Veranstaltungen zu Software Engineering, Produktionsinformatik, Interaction Design, Informatik und Gesellschaft, IT-Recht: Geistiges Eigentum, Ethische Probleme in der Informatik. Daneben hat er regelmäßig viersemestrige studentische Projekte unter anderem zu Produktionsplanungssystemen (PPS), Computer-Aided Design (CAD), Computergestützte Schnittkonstruktion und Virtuelle Anprobe bearbeitet. In der Forschung arbeitet er über Arbeitsorientierte Entwicklung interaktiver Systeme, Evaluation interaktiver Arbeitssysteme, Erhalt von Konstruktionswissen in Schnittkonstruktionssystemen (COAT), Informatik und Urheberrecht.
Mit zwei Arbeitskreisen hat er als deren Sprecher 1994 und 2004 die ersten Versionen der Ethischen Leitlinien der Gesellschaft für Informatik (GI) erarbeitet („Unsere Ethischen Leitlinien“).
Als Sprecher eines anderen Arbeitskreises hat er 2006 ein Positionspapier zu Fragen des Urheberrechts für die GI erarbeitet („Originale brauchen Kopien“).

## Schriften (Auswahl)
- Mensch-Computer-Interaktion, in: Rauner, F. und P. Grollmann (Hrsg.), Handbuch Berufsbildungsforschung, 3. Aufl., Bielefeld 2018, S. 588–593. ISBN 978-3-825-25078-2.
- mit Erhard Nullmeier: Industriearbeit 4.0, in: Fuchs-Kittowski, F. und W. Kriesel (Hrsg.), Informatik und Gesellschaft. Festschrift zum 80. Geburtstag von Klaus Fuchs-Kittowski, Frankfurt a. M. 2016, S. 101–112. ISBN 978-3-631-66719-4.
- mit Udo Szczepanek: A Simple Constraint-Based CAD System, Proc. 8th IFAC Symposium on Cost Oriented Automation (COA 2007), February 12–14, 2007, La Habana, Cuba, pp. 177–182. ISBN 978-1-605-60738-2
- Algorithmik – Kunst – Semiotik – Hommage für Frieder Nake, Heidelberg 2003. ISBN 3-935025-60-2.
- Arbeitsinformatik, in: Luczak, H. und W. Volpert (Hrsg.), Handbuch Arbeitswissenschaft, Stuttgart 1997, S. 176–182. ISBN 978-3-791-00755-7
- mit Erhard Nullmeier: Dialogsysteme in der Arbeitswelt, Mannheim 1988. ISBN 978-3-411-03303-4.